# 三津野アキラ
三津野 アキラ（みつの アキラ、1959年10月5日 - ）は、東京生誕の日本の画家、版画家、アーティストである。現在は主に葛飾ロビンソンの名前でアーティスト、イラストレーター、写真家として活動している。

## 人物
祖母は旧華族。母は銀行員。
東京生まれだが、育ったのは主に鳥取県。
森繁久彌、芦田伸介と交流のあった元軍人である祖父の影響で幼少から書道、剣道を学び、芸能界にも興味を抱く。書道は小学生時代から秀でていた。国鉄職員で音楽、楽器を親しんでいた父の影響で音楽活動を開始。小学生時代から洋楽に興味を持ちクラシックギター、アコースティックギターを始める。中学生時代にはクラシックギターで市文化・音楽祭に出場した。
1982年にはヤマハ音楽振興会主催の第28回ヤマハポピュラーソングコンテスト（通称ポプコン）に出場。楽曲『風の中のseptember』の作詞をする。

## 個展
- 1995年4月『陰陽展』 鳥取・米子市 百花堂ギャラリー
- 1995年10月『一夢風流』 鳥取・米子市 東倉吉商店街文化
- 1995年12月『純情地獄』 鳥取・米子市 ぼすけギャラリー
- 1996年1月『zipangu』鳥取・米子市 ぼすけギャラリー
- 1996年2月『春にて候』鳥取・鳥取市 アンデルセン
- 1996年4月『動物滑稽戯画』鳥取・米子市 ギャラリージャン
- 1996年5月『喜楽三昧』鳥取・米子市 ぼすけギャラリー
- 1996年7月『太陽と月の子供たちへ』 鳥取・琴浦町 ギャラリー海
- 1996年7月『銀河鉄道の夏/銀の星』鳥取・佐治町 かみんぐさじ
- 1996年7月『銀河鉄道の夏/銀の夜景』鳥取・米子市 ぼすけギャラリー
- 1996年8月『銀河鉄道の夏/銀の山』 島根・大田市 石見銀山BURA HOUSE
- 1996年11月『錦紗の玩具』 鳥取・三朝町 陣所の館
- 1996年12月『春の金爛冬の銀爛』鳥取・米子市 ギャラリージャン

## 書籍
- 『小さな大笑い 墨彩草詩「滑稽噺し」』山陰中央新報社発行、2002年7月。ISBN 4879030864